# Rahel Apfel

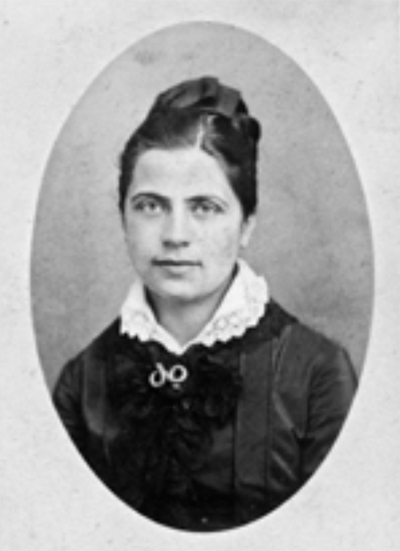
Studioportrait von Rahel Bürger-Apfel

Rahel Apfel (auch: Rachel bzw. Rahel Bürger-Apfel, * 28. Januar 1857 als Rahel Bürger in Siegburg; † 6. Dezember 1912 in Köln) war eine Kölner Lyrikerin, Schriftstellerin und Zionistin. Sie war der Mittelpunkt eines literarischen Zirkels in ihrem Haus in Köln und Mitgründerin der National-Jüdischen Vereinigung. Ein Zeitgenosse beschrieb sie nach ihrem Tod als „eine der interessantesten und hervorragendsten jüdischen Frauen Cölns“.

## Leben
Rahel Bürger wurde 1857 als Tochter des Immobilienmaklers Samuel Bürger und seiner Frau Carolina Levisson in eine angesehene rheinisch-jüdische Familie geboren – zu ihren weiteren Verwandten zählten Heinrich Heine und Walter Benjamin. Ihr Vater war langjähriger Vorsitzender der jüdischen Gemeinde, Gründer des jüdischen Lehrerseminars für das Rheinland sowie Stadtverordneter und Beigeordneter der Stadt Siegburg.
Mit Engelbert Humperdinck – ebenfalls aus Siegburg – war sie von Jugendzeit an eng befreundet; so war sie neben Adelheid Wette auch am Libretto seiner Oper Hänsel und Gretel beteiligt und führte neben der persönlichen Beziehung einen Briefwechsel mit ihm.
Am 20. Mai 1879 heiratete sie den aus Bad Münstereifel stammenden Gynäkologen Simon Apfel (1852–1932); die Familie zog zunächst nach Düren.
1882 wurde ihr Sohn Alfred als ältestes Kind von insgesamt vier überlebenden Söhnen und einer Tochter geboren und drei Jahre später (1885) zog die Familie nach Köln. Simon Apfel eröffnete eine Praxis im Mauritiussteinweg, wo die Familie auch wohnte; 1894 kauften sie ein Haus in der Elisenstraße 15. Hier veranstaltete Rahel Apfel ihre so genannten Freitag-Abende als eine Art literarisch-wissenschaftlichen Salon, an denen unter anderem Heine-Forscher Gustav Karpeles und Martin Philippsohn teilnahmen und das zum „Sammelpunkt der literarisch und schöngeistig Gebildeten“ in Köln wurde. Mit Karpeles sowie Max Bodenheimer führte sie Briefwechsel.
Zusammen mit Max Bodenheimer, Fabius Schach, Moritz Levy und David Wolffsohn gründete sie 1896 in Köln die National-Jüdische Vereinigung, die spätere Zionistische Vereinigung für Deutschland.

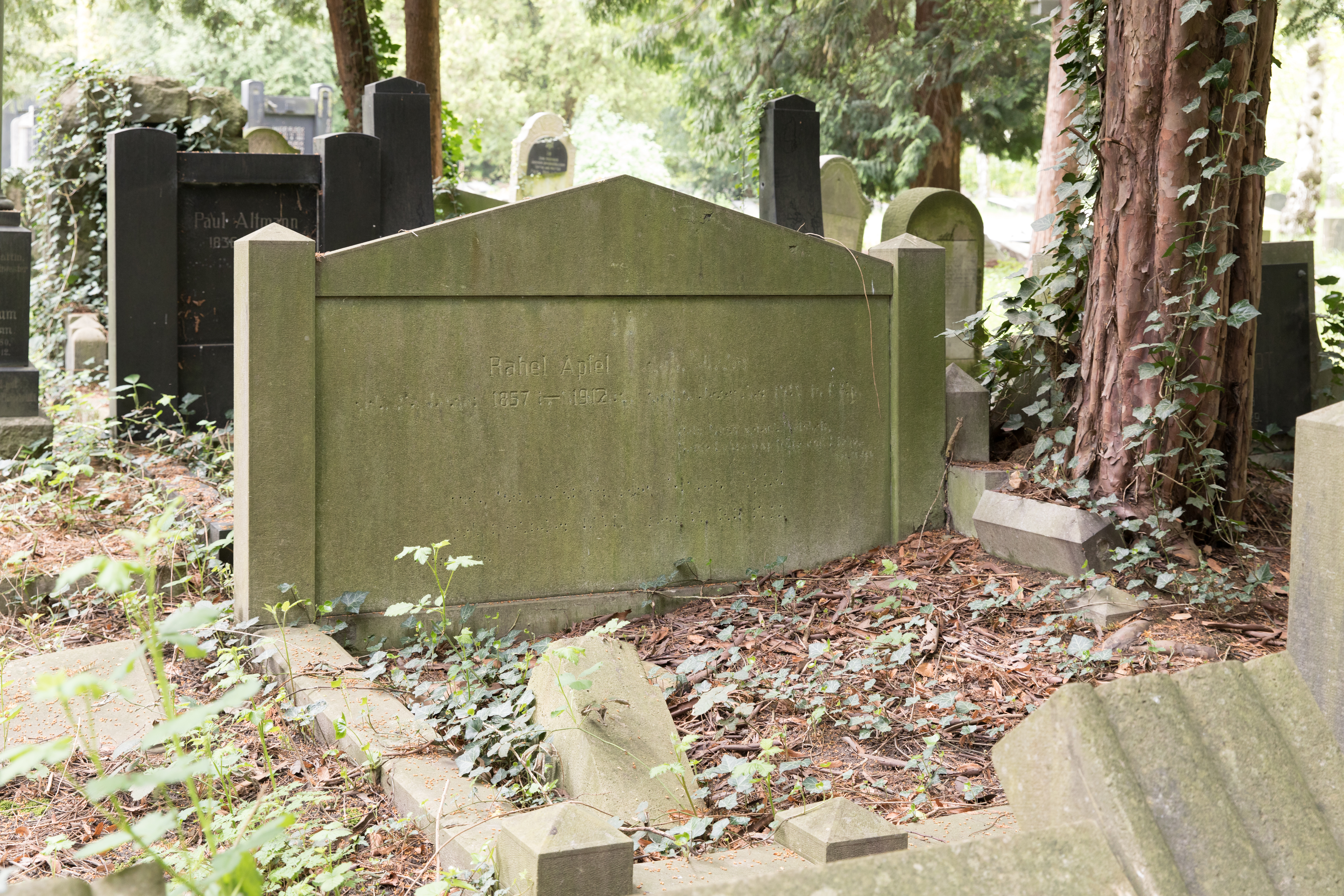
Grabstätte auf dem Jüdischen Friedhof in Deutz. Die ursprünglich vermutlich in Metall ausgeführte Beschriftung ist nicht erhalten, die nachträgliche Inschrift lautet: „Rahel Apfel / 1857–1912“

1912 starb Rahel Apfel im Alter von 55 Jahren im Israelitischen Asyl in Ehrenfeld an Diabetes. Sie wurde auf dem jüdischen Friedhof in Köln-Deutz beigesetzt; in einer Grabrede hieß es:

„Man sagt nicht zu viel, wenn man behauptet, daß ihre Prologe, Lieder, dramatischen Spiele und sonstigen Gelegenheitsgedichte geradezu eine Chronik unserer Kölner Gemeindeentwicklung durch Jahrzehnte hindurch darstellen.“

## Nachkommen
Rahel Apfels Ehemann Simon überlebte seine Frau um 20 Jahre und starb als Geheimer Sanitätsrat im Jahr 1932. Ein Sohn, Berthold (* 1883) starb 1914 als Fremdenlegionär in Nordafrika. Ihr Sohn Alfred, der als Strafverteidiger im Weltbühne-Prozess bekannt wurde, starb nach Aufenthalten in Internierungslagern am 14. Februar 1941 in Marseille, der jüngste Sohn Ernst (* 1896) wurde in Auschwitz ermordet. Den Zweiten Weltkrieg überlebt haben Tochter Carolina (1889–1972), die nach Paris emigriert war, sowie Sohn Samuel (1885–1965), dem 1940/41 die Ausreise nach Argentinien geglückt war. Dessen Frau Maria Antonia (Toni) und Tochter Imgard wurden von dem Bergheimer Gastwirt Leonhard Schmitz versteckt, überlebten die NS-Zeit und konnten Samuel 1946 nach Argentinien folgen.
Unter den Urenkeln ist der französische mathematische Physiker Uriel Frisch, ein Enkel von Carolina.

## Schriften
- Ghettogeschichten; Sammlung von Erzählungen. Darin: Der Schuleklopfer. Eine wahre Geschichte aus einem kleinen rheinischen Städtchen, abgedruckt in: Mitteilungen des Verbandes der jüdischen Jugendvereine Deutschlands. Jg. 4 Nr. 1, 1913, S. 5 f. (Digitalisat)
  - Nachdruck und Kontext in: Philip Vilas Bohlman (Philip V. Bohlman): Der Schuleklopfer. Eine wahre Geschichte aus einem kleinen rheinischen Städtchen. Von Rahel Apfel. In: Jüdische Volksmusik: eine mitteleuropäische Geistesgeschichte (= Schriften zur Volksmusik. Nr. 21). Böhlau Verlag, Wien 2005, ISBN 3-205-77119-2, S. 211–222.

## Weiterführendes Material
- Henriette Hannah Bodenheimer: Von den Geburtswehen der zionistischen Organisation. [Selection from the correspondence 1892–1897 between Max Bodenheimer (1865–1940) and Rahel Apfel.] Kiriat Sefer Ltd., Jerusalem 1983.[17]
- Brief von Ernst Lewinger an Rachel Apfel; Dresden, 6. Februar 1900. Handschrift, Theaterwissenschaftliche Sammlung/Institut für Medienkultur und Theater, Universität zu Köln
- Ludwig Rosenthal: Nachruf am Grabe. In: Kölner Israelitisches Gemeindeblatt [Sonderdruck]. Köln 9. Dezember 1912 (Digitalisat in der Rahel Apfel Collection, Leo Baeck Institute, New York).
- Hanover: Ein Kranz auf Rahel Apfels Grab [Nachruf]. In: Kölner Israelitisches Gemeindeblatt [Sonderdruck]. Köln 9. Dezember 1912 (Digitalisat in der Rahel Apfel Collection, Leo Baeck Institute, New York – „Hanover“ evtl. Siegmund Hanover (1880–1964), 2. Rabbiner in der Synagoge Glockengasse).